# Въглища
 Тази статия е за каменните въглища.  За дървените вижте Дървени въглища.  За други значения вижте Въглища (пояснение).
Каменните въглища са изкопаемо гориво, извличано от земята чрез открит (кариери) или подземен (минен) въгледобив. Те представляват запалима черна или кафеникаво-черна седиментна скала. Основните елементи, изграждащи въглищата са въглерод, азот, кислород и водород. В по-малки количества сяра и фосфор, както и различно количество минерални примеси (пепелно съдържание). Често свързвани с Индустриалната революция, въглищата и днес са важно гориво за добив на електричество в ТЕЦ.

## Състав и образуване
Над 50% от теглото и над 70% от обема на въглищата е въглерод. Други основни елементи, съдържащи се във въглищата, са водород, азот, кислород и сяра. Въглищата са образувани от растителни остатъци, които са се уплътнили, втвърдили, изменили химически и метаморфозирали от топлината и налягането в хода на геоложката история. Колкото по-голяма е степента на промяна на въглищата, толкова по-голям е процентът на въглерода в тях и по-малко съдържанието на другите елементи. В торфа, който е изходен материал за въглеобразувателния процес, съдържанието на въглерод е около 40%, а в антрацитните въглища – около 95%.
Въглищата се образуват от древни растения в блатни екосистеми. След смъртта им тяхната биомаса се отлага в анаеробна водна среда, където ниското съдържание на кислород предотвратява гниенето и оксидирането им. Поколения наред такива растения растат и умират, образувайки дебели пластове торф, покрит по-късно от седименти и уплътнен във въглищни пластове.
Най-големите въглищни находища се получават в блатата, образуващи се в морските крайбрежия, където при топъл и влажен климат се развиват мангрови гори. Следващите по значение и размери са находища, образувани в езера и блата, намиращи се на сушата (т.нар. лимнични басейни). Такъв басейн е Марица изток. Най-малки по размери и значение са находища, образувани в блата и езера, намиращи се във вътрешнопланински понижения. Такива са въглищата в района на Своге.
За да може да се образуват дебели въглищни пластове, е необходимо районът на блатата да потъва с ниска скорост (около 1 – 2 мм годишно) в продължение на голям период от време. Потъването се компенсира от нарастването на растенията. По този начин се образуват дебели торфени пластове. В случай че скоростта на потъване се увеличи и растенията не могат да я компенсират, натрупването на торф спира и върху него започват да се натрупват нормални седименти. Често пъти посоката и скоростта на колебателните движения се променя така, че се образуват няколко въглищни пласта с различна дебелина, разделени от пластове седиментни скали.
Свидетелства за растенията, допринесли за възникването на въглищните залежи, се откриват в шистовите или пясъчникови седименти над въглищните пластове, както и в самите въглища, посредством специална техника. Периодът на най-често образуване на въглища в геоложката история е карбонът преди 280 до 345 милиона години.

## Видове въглища
Под налягането, предизвиквано от геоложките процеси, с времето торфът се преобразува последователно в:
- лигнит – най-долната категория въглища, използвани почти изключително като гориво за топлоелектрическите централи.
- кафяви въглища – свойствата им са междинни, използват се главно като гориво за топлоелектрическите централи.
- черни въглища – плътни въглища, често с добре изразени ивици от лъскав и матов материал; използват се като гориво за топлоелектрическите централи, както и за производство на кокс и други приложения в промишлеността.
- антрацит – най-горната категория, използвана главно за отопление на сгради.
- коксови въглища

|  | Тази страница частично или изцяло представлява превод на страницата Coal в Уикипедия на английски. Оригиналният текст, както и този превод, са защитени от Лиценза „Криейтив Комънс – Признание – Споделяне на споделеното“, а за съдържание, създадено преди юни 2009 година – от Лиценза за свободна документация на ГНУ. Прегледайте историята на редакциите на оригиналната страница, както и на преводната страница, за да видите списъка на съавторите. ВАЖНО: Този шаблон се отнася единствено до авторските права върху съдържанието на статията. Добавянето му не отменя изискването да се посочват конкретни източници на твърденията, които да бъдат благонадеждни. |